# Coupe GS Caltex
La Coupe GS Caltex (hangul:GS칼텍스배) est une compétition professionnelle de jeu de go, organisée en Corée du Sud.

## Organisation
Le tournoi est organisé par la compagnie pétrolière GS Galtex et le journal Daily Economic News. Jusqu'en 2004, il était appelé Coupe LG Coréenne. C'est la scission de LG en deux entités, dont GS, qui a engendré le changement de nom.
Le tournoi est l'un des mieux dotés de Corée du sud, avec 70 000 000 ￦ pour le vainqueur (soit environ 55 000 €).
Depuis la 15e édition, le tournoi a adopté un système à élimination directe de 24 joueurs et une finale en 5 parties.

## Vainqueurs
| Édition | Année | Vainqueur       | Score | Finaliste       |
| ------- | ----- | --------------- | ----- | --------------- |
| 1       | 1996  | Yoo Changhyuk   | 3-2   | Cho Hunhyun     |
| 2       | 1997  | Lee Chang-ho    | 3-0   | Choi Myeonghun  |
| 3       | 1998  | Lee Chang-ho    | 3-0   | Choi Myeonghun  |
| 4       | 1999  | Seo Bongsoo     | 3-2   | Yoo Changhyuk   |
| 5       | 2000  | Choi Myeonghun  | 3-1   | Rui Naiwei      |
| 6       | 2001  | Lee Chang-ho    | 3-0   | Choi Myeonghun  |
| 7       | 2002  | Lee Sedol       | 3-1   | Choi Myeonghun  |
| 8       | 2003  | Lee Chang-ho    | 3-0   | Cho Hanseung    |
| 9       | 2004  | Lee Chang-ho    | 3-0   | Park Young-hoon |
| 10      | 2005  | Choi Cheol-han  | 3-2   | Lee Chang-ho    |
| 11      | 2006  | Lee Sedol       | 3-0   | Choi Cheol-han  |
| 12      | 2007  | Park Young-hoon | 3-2   | Lee Sedol       |
| 13      | 2008  | Park Young-hoon | 3-0   | Weon Seongjin   |
| 14      | 2009  | Cho Hanseung    | 3-1   | Park Young-hoon |
| 15      | 2010  | Weon Seongjin   | 3-1   | Cho Hanseung    |
| 16      | 2011  | Park Junghwan   | 3-0   | Park Young-hoon |
| 17      | 2012  | Lee Sedol       | 3-2   | Park Young-hoon |
| 18      | 2013  | Kim Jiseok      | 3-0   | Lee Sedol       |
| 19      | 2014  | Kim Jiseok      | 3-0   | Choi Cheol-han  |
| 20      | 2015  | Mok Jin-seok    | 3-1   | Choi Cheol-han  |
| 21      | 2016  | Lee Donghoon    | 3-0   | Choi Cheol-han  |
| 22      | 2017  | Ahn Kukhyun     | 3-2   | Kim Jiseok      |
| 23      | 2018  | Shin Jinseo     | 3-2   | Lee Sedol       |
| 24      | 2019  | Shin Jinseo     | 3-0   | Kim Jiseok      |
| 25      | 2020  | Shin Jinseo     | 3-0   | Kim Jiseok      |
| 26      | 2021  | Shin Jinseo     | 3-2   | Byun Sangil     |
| 27      | 2022  | Shin Jinseo     | 3-0   | Byun Sangil     |
| 28      | 2023  | Byun Sangil     | 3-0   | Choi Jung       |